# Джон Лауринайтис
Джон Лауринайтис (на английски: John Laurinaitis) е кечист, изпълнителен вицепрезидент и генерален мениджър на Raw и SmackDown в Световната федерация по кеч, познат на ринга като Джони Айс.
Брат е на Джоузеф Арон Лауринайтис (Road Warrior Animal) – също кечист, както и чичо на Джеймс Лауринайтис – играч на американски футбол, играещ в професионалния отбор „Сейнт Луис Рамс“.

## Кариера
Кариерата си на кечист той започва във Флоридският шампионат по кеч през 1986 година под името Джони Айс, биейки се заедно с брат си Терминатора (Маркус Лауринайтис). Състезава се за NWA's Jim Crockett Promotions след това, като се бие в отборен тийм с Шейн Дъглас; наричани „The Dynamic Dudes“ („Динамичните пичове“). Техен мениджър бил Джим Корнет дотогава когато се обърнал срещу тях, ставайки мениджър на Боби Итън и Стан Итън, познати още като „Нощният Експрес“.
Малко след раздялата той започнал работа в Японската професионална борба (AJPW), постигайки там големи успехи с победите си над Дан Спивай, Кента Кобаши, „д-р Смърт“ Стив Уилямс и Майк Бартън. Въпреки че професионалната борба се отделила от NWA (Национален Кеч Алианс) (1990), Лауринайтис продължил да се бие за AJPW.
През 2000 година се пенсионира след разделянето на професионалната борба от Професионалния кеч Ноах. Въпреки това бързо се присъединява към Световният шампионат по кеч (WCW), като заменя управителя Винс Руско. Получава поста асистент управител в Световната федерация по кеч (WWF) по-късно, след като WWF закупва WCW през 2001 година. Три години след това е издигнат до Вицепрезидент на федерацията по кеч, а през 2007 година дори и Старши Вицепрезидент. От 2009 г. поема поста Изпълнителен Вицепрезидент на WWE. На Кечмания 28 след като отборът му печели мача срещу отбора на Теди Лонг поема управлението и на Smackdown. На 20 май същата година чрез указана помощ от страна на Грамадата в мача си срещу Джон Сина той си запазва работата на Изпълнителен Вицепрезидент на WWE и главен мениджър на двете предавания.

## В кеча
Завършващи хватки
- Ace Crusher – резачка
- Ace Crusher II
- Johnny Spike

Ключови хватки
- Abdominal stretch
- Big boot – Големият ботуш
- Cobra clutch suplex

Прякори
- Фънк мен, Големият Джони, Властта на хората

Мениджъри
- Джим Корнет
- Диамонд Далас Пейдж

Заемни постове
- Управител на WCW
- Вицепрезидент на WWE
- Старши Вицепрезидент на WWE
- Изпълнителен Вицепрезидент на WWE
- Генерален мениджър на Raw и SmackDown

## Титли и награди
Японска професионална борба
- AJPW азиатски Отборен шампион (два пъти с Кента Кобаши)
- AJPW Унифициран Отборен шампион (четири пъти с Кента Кобаши, един път с Майк Бартон и един път с Стиви Уилиямс
- Победител на Кралското меле през 1991

Флоридският шампионат по кеч
- FCW Отборните титли (един път с Терминатора)

Международен кеч шампионат Алианс
- ICWA Флоридски шампион в тежка категория (един път)

Орегонска кеч федерация
- OFW шампион в тежка категория (един път)

Wrestling Observer Newsletter awards
- Пет звезден мач (1995), със Стиви Уилиямс срещу Митухару Мишава и Кента Кобаши
- Пет звезден мач (1996), със Стиви Уилиямс срещу Митухару Мишава и Юн Акияма
- Мач на годината (1996), със Стиви Уилиямс срещу Митухару Мишава и Иун Акияма